# تام چدبان
تام چدبان (انگلیسی: Tom Chadbon؛ زادهٔ ۲۷ فوریهٔ ۱۹۴۶) بازیگر اهل بریتانیا است.
از فیلم‌ها و مجموعه‌های تلویزیونی‌ای که وی در آن نقش داشته‌است، می‌توان به خطاهای نرم‌افزاری، کازینو رویال، تس، دکتر هو، پدر براون، آدمکشان میدسامر، بازرس فویل، شاهد خاموش، شهر هالبی، تلفات، داستان‌های باورنکردنی، تیراندازی ماهی، نیروی عظیم و پوآرو اشاره کرد.